# Sekiro: Shadows Die Twice
Sekiro: Shadows Die Twice is een actie-avonturenspel dat uitkwam in 2019 voor Windows, Xbox One en PlayStation 4. Het spel is ontwikkeld door FromSoftware en uitgegeven door Activision. 

## Plot
Het spel speelt zich af in een fictieve, magische versie van de Sengoku-periode in Japan. Het volgt het personage Wolf, een ninja die wraak zweert op een samoerai-clan die zijn meester heeft aangevallen en ontvoerd.

## Gameplay
De gameplay richt zich op stealth, verkenning, en gevechten met eindbazen. Ondanks dat het een fictieve wereld is, zijn bepaalde levels gebaseerd op echte locaties in Japan.
Regisseur Hidetaka Miyazaki wilde met dit spel een nieuw concept bedenken dat werd geïnspireerd door de Tenchu-serie.

## Ontvangst
Sekiro werd zeer positief ontvangen in recensies, en werd vaak vergeleken met de Souls-serie. Ondanks enige kritiek op de hoge moeilijkheidsgraad, prees men vooral de gameplay en speelomgeving.
In augustus 2019 waren er van het spel wereldwijd ruim 3,8 miljoen exemplaren verkocht. Sekiro won eind 2019 de titel "Spel van het Jaar" tijdens The Game Awards.
| Aggregator                | Score                                       |
| ------------------------- | ------------------------------------------- |
| Metacritic                | 88/100 (Windows) 90/100 (PS4) 91/100 (XOne) |
| Publicatie                | Score                                       |
| Destructoid               | 9/10                                        |
| Electronic Gaming Monthly | 4/5                                         |
| Eurogamer                 | 9/10                                        |
| Famitsu                   | 37/40                                       |
| Game Informer             | 9/10                                        |
| GameSpot                  | 9/10                                        |
| IGN                       | 9,5/10                                      |